# Fulachgletsjer
De Fulachgletsjer is een gletsjer in Nationaal park Noordoost-Groenland in het oosten van Groenland.

## Geografie
De gletsjer is noordwest-zuidoost georiënteerd en heeft een lengte van meer dan tien kilometer. Ze mondt in het zuidoosten uit in het Dicksonfjord.
De Fulachgletsjer ligt in het uiterste zuidwesten van het schiereiland Suessland.
Ruim vijftien kilometer naar het westen mondt de Hisingergletsjer uit in het Dicksonfjord.